# Pink Screens
 (janvier 2024).
- Si vous ne connaissez pas le sujet, laissez ce bandeau (vous pouvez alors contacter les auteurs).
- Si vous supprimez le contenu mis en cause (vous pouvez préalablement contacter les auteurs),

argumentez précisément cette suppression dans la page de discussion
(un manque de référence n'est pas un argument ; une recherche réelle de référence doit avoir été effectuée, être formellement documentée).
Le Pink Screens Film Festival est un festival belge de cinéma consacré aux genres et aux sexualités différentes.

## Programmation
Le Pink Screens Film Festival offre chaque année une programmation de films qui aborde la problématique du genre (gender), du féminisme jusqu’aux sexualités « différentes » en passant par la théorie queer et les questions transgenres, avec un esprit d’impertinence et une volonté de se faire croiser les univers, de susciter les échanges, les débats d’idées et les rencontres,.
Ce festival met en exergue le cinéma indépendant, le cinéma belge, les documentaires, les courts métrages, les films d’art et d’essai ou expérimentaux, les films d’artistes et le cinéma activiste. Les cinéastes Olivier Ducastel et Jacques Martineau déclarent qu'il s'agit « sans doute du meilleur festival du film gay et lesbien en Europe. »
Le Pink Screens Film Festival existe depuis 2002 et se déroule au mois de novembre au Cinéma Nova. Il est organisé uniquement par des personnes bénévoles actives au sein de l’association sans but lucratif Genres d’à Côté. 
L'association Genres d'à Côté organise également, entre autres, un ciné club mensuel consacré au cinéma des genres et des sexualités, proposant des films inédits en Belgique et des avant-premières.